# Люмнишка река
Лю̀мничката рѐка или Люмница или Люмнишката река (на гръцки: Νεροφάγωμα) е река в Паяк планина, Южна Македония. Реките Църна река и Люмнишка река обособяват източния дял на планината, съответно от запад и от изток. В северна посока планината се нарича Грипа или Маядаг, а в южна посока планината се спуска стръмно към Гуменджа и Енидже Вардар, там се намира и най-високият връх на планината Гъндач.
Люмнишката река започва от северната част на Паяк, като се образува от няколко потоци, извиращи северно от върховете Яребична (Скра ди Леген) и Мусов гроб. Тече под името Валия Мади в източна посока. Минава северно от Люмница (Скра) под името Вале Мари. Завива на север, приема големия си приток Пистирика и отново приема източна посока под името Дрок, а след това Мала река. Пресича границата източно от гранична пирамида № 64 и се влива в Конската река, южно от Гевгели.

## Водосборен басейн
→ ляв приток, ← десен приток
- → Носия Декути
- ← Валисофто
- ← Пистирика